# Santinela damnaților
Sentinela sau Santinela damnaților (titlu original: în engleză The Sentinel) este un film american de groază supranatural din 1977 scris și regizat de Michael Winner după un roman omonim din 1974 de Jeffrey Konvitz. Rolurile principale au fost interpretate de actorii Chris Sarandon, Cristina Raines, Martin Balsam, Ava Gardner, Burgess Meredith, Sylvia Miles și Eli Wallach. A fost nominalizat la Premiul Saturn pentru cel mai bun film de groază. În roluri secundare au interpretat actorii Christopher Walken, Jeff Goldblum, John Carradine, Jerry Orbach, Tom Berenger, Nana Visitor și Beverly D'Angelo.
Intriga se concentrează asupra unei tinere fotomodel care se mută într-o casă brună istorică din Brooklyn, care a fost împărțită în apartamente, doar pentru a descoperi că este deținută de dieceza catolică și este o poartă către Iad.
Filmul a fost lansat de Universal Pictures în 1977.

## Rezumat
Alison Parker, un fotomodel cu mai multe tentative de sinucidere din cauza traumei copilăriei, se mută într-o zonă istorică din Brooklyn Heights. Apartamentul de la ultimul etaj este ocupat de un preot orb, părintele Halliran, care își petrece timpul stând la fereastra deschisă. Imediat după ce s-a mutat, Alison începe să aibă probleme fizice ciudate, inclusiv vrăji de leșin și insomnie, și aude zgomote. Își întâlnește ciudații vecini noi, inclusiv excentricul Charles Chazen în vârstă și cuplul de lesbiene Gerde și Sandra. Alison este deranjată când Sandra se masturbează în fața ei. Ea participă și la o petrecere bizară de naștere a pisicii lui Chazen. Când Alison se plânge agentului de închirieri, domnișoara Logan, aceasta îi spune că în clădirea se află doar părintele Halliran și ea. Iubitul ei, avocatul Michael, îl contactează pe prietenul său, detectivul corupt Brenner, pentru a investiga.
Într-o noapte, Brenner merge în clădirea lui Alison, unde dă peste cadavrul animat al tatălui ei decedat. Ea scapă înjunghiindu-l și este internată la spital cu o criză de nervi. Detectivii de poliție Gatz și Rizzo investighează; iar indiciile găsite îi fac să suspecteze că Michael și-a ucis soția după ce aceasta a refuzat să-l părăsească, astfel încât să se poată căsători cu Alison. Găsesc cadavrul înjunghiat al lui Brenner; indicii sugerează că Alison l-ar fi ucis. De asemenea, au descoperit că oamenii pe care Alison a pretins că i-a văzut la petrecerea de naștere a pisicii sunt cu toți ucigași decedați.
Alison, care acum vede în toate cărțile doar cuvinte latine pe care nimeni altcineva nu le poate vedea, vizitează o biserică catolică și își mărturisește păcatele, inclusiv adulterul cu Michael, monseniorului Franchino. Michael intră în biroul eparhial și se uită în dosarul lui Halliran, care arată că el este unul dintr-o serie de preoți și călugărițe care au încercat anterior să se sinucidă în viața laică, apoi au devenit preoți sau călugărițe la data morții predecesorului lor. Alison este listată ca cea mai recentă din serie, urmând să preia funcția de „Sora Teresa” a doua zi. Speriat, Michael se confruntă cu părintele Halliran, care-i dezvăluie că clădirea din piatra brună este poarta către Iad. Michael încearcă să-l sugrume pe părintele Halliran, dar este ucis de Franchino.
Acasă în clădirea din piatră brună, Alison se confruntă cu Chazen și slujitorii Iadului, inclusiv cu Michael, acum mort, care chiar l-a angajat pe Brenner să-i ucidă soția. Ei îi spun că Halliran este Santinela damnaților, care se asigură că demonii nu evadează din Iad. Halliran se apropie de sfârșitul vieții sale, iar Alison, cu istoria ei de tentative de sinucidere, a fost aleasă ca noua sentinelă pentru a-și salva propriul suflet. Chazen încearcă să o convingă pe Alison să se alăture lui Michael în Iad. Cu toate acestea, după lupta intensă a lui Halliran cu demonii, Alison îi ia crucea, acceptându-și datoria de santinelă și salvându-și sufletul. Învins, Chazen furios dispare.
Clădirea din piatră brună este demolată și înlocuită cu un complex de apartamente modern la scurt timp după aceea. Domnișoara Logan prezintă un apartament unui cuplu de tineri. Ea le explică că au doar doi vecini: o vilonistă și o călugăriță retrasă. Alison, acum oarbă și îmbrăcată ca o călugăriță, stă „privind” la fereastra de sus a apartamentului.

## Distribuție
- Chris Sarandon – Michael Lerman
- Cristina Raines – Alison Parker
- Martin Balsam – Profesor Ruzinsky
- John Carradine – părintele Francis Matthew Halliran
- José Ferrer – silueta cu robă
- Ava Gardner – Miss Logan
- Arthur Kennedy – Monsenior Franchino
- Burgess Meredith – Charles Chazen
- Sylvia Miles – Gerde Engstrom
- Deborah Raffin – Jennifer
- Eli Wallach – Detectiv Gatz
- Christopher Walken – Detectiv Rizzo
- Jerry Orbach – regizor de film
- Beverly D'Angelo – Sandra
- Hank Garrett – James Brenner
- Nana Tucker – fata din final
- Tom Berenger – bărbat din final
- William Hickey – Perry
- Jeff Goldblum – Jack